# Peter Neumann (Autor)
Peter Neumann (* 19. Juni 1987 in Neubrandenburg) ist ein deutscher Lyriker, Schriftsteller, Philosoph und Redakteur bei Die Zeit.

## Leben
Nach dem Zivildienst studierte Peter Neumann zunächst Medizin und wechselte 2007 zu einem Magister-Studium der Philosophie, Politikwissenschaften und Wirtschaftswissenschaften an den Universitäten Jena und Kopenhagen. Von 2013 bis 2019 war er wissenschaftlicher Mitarbeiter an der Professur für Philosophie mit Schwerpunkt auf dem Gebiet des deutschen Idealismus in Jena. Hier wurde er 2017 mit einer Arbeit zum Zeitbegriff bei Schelling und Kant bei Andreas Schmidt promoviert und erhielt dafür 2020 den Promotionspreis der Uni Jena.
Er war Mitorganisator der Unabhängigen Lesereihe „In guter Nachbarschaft“ in Erfurt, Jena und Weimar. Neumann lebte zu dieser Zeit in Weimar.
Als Lyriker gewann er zahlreiche Auszeichnungen, so 2008 den Eobanus-Hessus-Schreibwettbewerb der Stadt Erfurt sowie 2008 und 2009 den Förderpreis des
Jungen Literaturforums Hessen-Thüringen. 2012 erhielt Neumann ein Arbeitsstipendium des Freistaates Thüringen für seine literarischen Arbeiten; 2017 ein Autorenstipendium des Literaturhauses Rostock. Das mittlerweile von der Thüringer Staatskanzlei ausgelobte Thüringer Literaturstipendium Harald Gerlach erhielt er 2018 für seinen eingereichten Prosatext Abwerts Fallen.
Von 2019 bis 2021 war Peter Neumann Wissenschaftlicher Mitarbeiter an der Professur für Geschichte der Philosophie (Johann Kreuzer) der Carl von Ossietzky Universität Oldenburg. Im Sommer 2021 war er Stipendiat der Deutschen Akademie Rom Villa Massimo in der Casa Baldi.
Nachdem Neumann bereits als Stipendiat in der Feuilleton-Redaktion der Wochenzeitung Die Zeit tätig gewesen war, begann er im November 2021 ebenda als Redakteur zu arbeiten.
Peter Neumann lebt in Berlin.

## Werke

### Einzeltitel
- Schonung. Gedichte mit Illustrationen von Martin Dziallas (= Jahresgaben der Literarischen Gesellschaft Thüringen e.V., Band 8), Literarische Gesellschaft Thüringen e.V.: Weimar 2009. ISBN 978-3-936305-16-6.
- geheuer. Gedichte. Edition AZUR: Dresden 2014. ISBN 978-3-942375-13-9.
- areale & tage. Gedichte. Edition AZUR:: Dresden 2018. ISBN 978-3-942375-32-0.
- Jena 1800. Die Republik der freien Geister, Siedler: München 2018. ISBN 978-3-8275-0105-9.
  - als Taschenbuchausgabe: Sternstunden. Jena 1800 und der Aufbruch in die Moderne, Pantheon Verlag: München, 2019. ISBN 978-3-570-55419-7.
- Zeit im Übergang zu Geschichte. Schellings Lehre von den Weltaltern und die Frage nach der Zeit bei Kant (= Beiträge zur Schelling-Forschung, Band 8), Verlag Karl Alber: Freiburg/München, 2019. ISBN 978-3-495-49065-5.
- Feuerland. Eine Reise ins lange Jahrhundert der Utopien 1883-2020, Siedler: München 2022. ISBN 978-3-8275-0150-9

### Beiträge in Anthologien
- Christoph Buchwald, Ulrike Almut Sandig (Hrsg.): Jahrbuch der Lyrik 2017. Schöffling & Co., Frankfurt am Main 2017.
- Jan Volker Röhnert, Romina Nikolić (Hrsg.): Dem Meister des langen Atems. Paulus Böhmer zu Ehren. Edition Faust, Frankfurt am Main 2016.
- Jens-Fietje Dwars: Thüringer Stimmen. Porträts und Texte von fünfundzwanzig Autoren. Mit Fotografien von Harald Wenzel-Orf. quartus, Bucha bei Jena 2016, ISBN 978-3-943768-57-2.
- Ron Winkler, Nancy Hünger (Hrsg.): Thüringen im Licht. Gedichte aus fünfzig Jahren. Wartburg Verlag, Weimar 2015, ISBN 978-3-86160-399-3.
- Hiltrud Herbst, Anton G. Leitner (Hrsg.): Weltpost ins Nichtall. Poeten erinnern an August Stramm. Daedalus, Münster 2015, ISBN 978-3-89126-310-5.
- Max Czollek, Michael Fehr, Robert Prosser (Hrsg.): Lyrik von Jetzt 3. Babelsprech. Wallstein Verlag, Göttingen 2015, ISBN 978-3-8353-1739-0.

### Beiträge in Zeitschriften
- oda – Ort der Augen, Heft 2 (2015)
- Risse, Heft 30 (2013)
- Wortwuchs, Heft 6 (2011)
- Zeichen & Wunder, Heft 56 (2011)
- BELLA triste, Heft 27 (2010) und Heft 49 (2017)
- Palmbaum, Heft 2/2008 und Heft 1/2010
- L. Der Literaturbote, Heft 95 (2009) und Heft 117 (2015)
- Nagelprobe, Heft 25 (2008) und Heft 26 (2009)

### Sonstiges
- Standbilder vom Stadtrand. Wolfgang Hilbigs urbane Bilderwelten. In: Peter Braun, Stephan Pabst (Hg.): Hilbigs Bilder. Wallstein Verlag, Göttingen 2013, ISBN 978-3-8353-1328-6, S. 144–153.
- Fortbedeutende Vergangenheit. Erinnerungs-, Zukunfts- und Gegenwartsbewusstsein in den Jahrestagen. In: Johnson-Jahrbuch, 19, Wallstein Verlag, Göttingen 2012, ISBN 978-3-8353-1134-3, S. 160–175.
- Verstehst du, was diese Baumgruppe sagt? — Eine spielerische Annäherung an die Sprache einer Landschaft, Essay zu Jürgen Becker. In: Jan Röhnert: Poesie und Praxis. Sechs Dichter im Jahr der Wissenschaft. Schriftenreihe des Collegium Europaeum Jenense, 37. Edition Paideia, IKS Garamond, Jena 2009, ISBN 978-3-938203-76-7.
- Künstlermappe 7 der zehnteiligen Edition Dreierlei. Neue Lyrik, Grafik und Musik aus Thüringen. Mit einer Aquatintaradierung zu nesseln von Kay Voigtmann und der Komposition Rondeau insignifiant von Joachim Beez, eingespielt vom Osterburg-Quartett. Burgart-Presse, Rudolstadt 2015, ISBN 978-3-910206-96-0.

## Rezensionen und Kritiken zum lyrischen Werk
- Gedichte sind offene Systeme. Peter Neumann im Gespräch mit Mario Osterland, in: poet. literaturmagazin, nr. 22, Leipzig 2017, S. 174–185. (online: Mario Osterland: Gedichte sind offene Systeme. Peter Neumann im Gespräch. poet. literaturmagazin, abgerufen am 22. Juni 2017.)
- Moritz Gause: Eine Kachel in den Morgen stellen. Peter Neumanns Gedicht delfter blau. WORTWECHSEL – Junge Literatur Thüringen, 30. April 2014, abgerufen am 11. November 2015.
- Daniela Danz: Ströpern in Meernähe. Einige Bemerkungen über die poetische Landschaft Peter Neumanns. In: Peter Neumann: geheuer. edition AZUR, 2014, S. 82–85.
- Paul-Henri Campbell: Peter Neumanns Gedichte aus dem Nordland. Neoidyllik, kuschelige Heimat-Erinnerungen in Aspik. fixpoetry, 7. November 2014, abgerufen am 11. November 2015.
- Fabian Thomas: Everything In Its Right Place. fixpoetry, 15. Mai 2014, abgerufen am 11. November 2015.
- Dirk Uwe Hansen: Bilderbogen. fixpoetry, 15. Mai 2014, abgerufen am 11. November 2015.

## Rezensionen und Kritiken zum Sachbuch-Werk
- https://www.zeit.de/angebote/buchtipp/neumann/index/komplettansicht (abgerufen am 18. März 2019)
- https://www.perlentaucher.de/buch/peter-neumann/jena-1800.html (abgerufen am 18. März 2019)
- https://www.deutschlandfunkkultur.de/peter-neumann-jena-1800-club-der-freien-geister.2162.de.html?dram:article_id=430518 (abgerufen am 18. März 2019)
- https://www.tagesspiegel.de/kultur/peter-neumanns-buch-jena-1800-wo-nektar-und-ambrosia-fliessen/23831360.html (abgerufen am 18. März 2019)
- https://www.mdr.de/kultur/themen/peter-neumann-jena-104.html (abgerufen am 18. März 2019)